# Grégory Leca
Pour les articles homonymes, voir Leca.
Grégory Leca, né le 22 août 1980 à Metz, est un footballeur français. Milieu défensif de formation, il a évolué aussi au poste de défenseur central.

## Biographie

### En club
Formé à Metz, Grégory Leca commence sa carrière dans son club formateur, avec lequel il dispute son premier match en D1 le 30 septembre 2000 face au SC Bastia. En août 2005, il est recruté par le Stade Malherbe Caen. Formé comme milieu défensif, il se reconvertit à Caen en défense centrale, où il compense une relative lenteur et un physique standard par sa lecture du jeu et sa qualité de passe. Depuis son arrivée en Normandie, il est généralement titulaire en défense centrale quand il n'est pas blessé (comme ce fut le cas lors des saisons 2007-2008 et 2012-2013). 
En juillet 2013 il effectue un essai non concluant au Stade lavallois avant de mettre un terme à sa carrière professionnelle. 

### En sélection
Le 6 juin 2009, il honore sa seule et unique sélection avec la Corse pour disputer un match amical face au Congo (1-1). Il est titulaire et est remplacé à la 63e minute par Jean-François Grimaldi.

### Activité après la carrière de footballeur
Après sa carrière de footballeur, Grégory Leca a obtenu une licence en Activité Physique Adaptée Santé (APAS) et il travaille en milieu hospitalier dans un service de cardiologie auprès de patients nécessitant des soins de réadaptation cardiaque.

## Statistiques
| Saison                | Club                  | Championnat           | Championnat | Championnat | Coupe nationale | Coupe nationale | Coupe de la Ligue | Coupe de la Ligue | Total | Total |
| Saison                | Club                  | Division              | M.          | B.          | M.              | B.              | M.                | B.                | M.    | B.    |
| 2000-2001             | FC Metz               | Division 1            | 16          | 0           | 2               | 0               | 0                 | 0                 | 18    | 0     |
| 2001-2002             | FC Metz               | Division 1            | 22          | 0           | 2               | 1               | 1                 | 0                 | 25    | 1     |
| 2002-2003             | FC Metz               | Ligue 2               | 15          | 0           | 3               | 0               | 3                 | 0                 | 21    | 0     |
| 2003-2004             | FC Metz               | Ligue 1               | 36          | 1           | 1               | 0               | 1                 | 0                 | 38    | 1     |
| 2004-2005             | FC Metz               | Ligue 1               | 34          | 2           | 1               | 0               | 1                 | 0                 | 36    | 2     |
| août 2005             | FC Metz               | Ligue 1               | 2           | 0           | -               | -               | -                 | -                 | 2     | 0     |
| 2005-2006             | SM Caen               | Ligue 2               | 25          | 2           | 1               | 0               | 2                 | 0                 | 28    | 2     |
| 2006-2007             | SM Caen               | Ligue 2               | 29          | 0           | 0               | 0               | 1                 | 0                 | 30    | 0     |
| 2007-2008             | SM Caen               | Ligue 1               | 18          | 0           | 1               | 0               | 1                 | 0                 | 20    | 0     |
| 2008-2009             | SM Caen               | Ligue 1               | 25          | 0           | 2               | 0               | 1                 | 0                 | 28    | 0     |
| 2009-2010             | SM Caen               | Ligue 2               | 34          | 0           | 2               | 0               | 1                 | 0                 | 37    | 0     |
| 2010-2011             | SM Caen               | Ligue 1               | 26          | 0           | 1               | 0               | 0                 | 0                 | 27    | 0     |
| 2011-2012             | SM Caen               | Ligue 1               | 25          | 1           | 1               | 0               | 3                 | 0                 | 29    | 1     |
| 2012-2013             | SM Caen               | Ligue 2               | 7           | 0           | 0               | 0               | 0                 | 0                 | 7     | 0     |
| Total sur la carrière | Total sur la carrière | Total sur la carrière | 314         | 6           | 17              | 1               | 15                | 0                 | 346   | 7     |

## Palmarès
- Champion de France de Ligue 2 : 2010 avec le SM Caen
- Vice-champion de France de Ligue 2 : 2007 avec le SM Caen